# 1969 في رومانيا
فيما يلي قوائم الأحداث التي وقعت خلال عام 1969 في رومانيا.

## سياسة

### تعيين في المنصب
- 1 يناير – كورنيليو مانيسكو Member of the Great National Assembly of Romania ‏.

### انتهاء فترة المنصب
- 1 يناير – كورنيليو مانيسكو Member of the Great National Assembly of Romania ‏.

## رياضة
- 15 يونيو – دوري الدرجة الأولى الروماني 1968–69 الفائز يو تي أي أراد.

## مواليد

### يناير
- 1 يناير – لوتشيان بان موسيقي روماني.
- 6 يناير – ايلي دوميترسكو لاعب كرة قدم روماني.

### فبراير
- 13 فبراير – ميهاي لوي ملاكم روماني.
- 17 فبراير – رازفان لوشيسكو لاعب كرة قدم.

### يونيو
- 1 يونيو – ماريان ايفان لاعب كرة قدم روماني.
- 10 يونيو – زولت لوكا مخرج تلفزيوني روماني.
- 10 يونيو – كوزمين أولاريو لاعب كرة قدم روماني.
- 25 يونيو – فلاد ايفانوف ممثل روماني.

### يوليو
- 22 يوليو – دانيال جريجوري مبارز بالسيف روماني.

### سبتمبر
- 15 سبتمبر – دان لونجو سياسي روماني.

### نوفمبر
- 26 نوفمبر – فرانسيس فاستاج ملاكم روماني.

## وفيات

### يناير
- 4 يناير – كورنيليو روبي (مواليد 1908) لاعب كرة قدم روماني.

### أبريل
- 4 أبريل – جوزيف شوبرت (مواليد 1890) كهنوت روماني.

### أكتوبر
- 11 أكتوبر – بوريس ستيفانوف (مواليد 1883) سياسي روماني.